# 1re étape du Tour d'Italie 2023
Pour un article plus général, voir Tour d'Italie 2023.
La 1re étape du Tour d'Italie 2023 se déroule le samedi 6 mai 2023 sous la forme d'un contre-la-montre individuel de Fossacesia à Ortona, dans les Abruzzes, sur une distance de 19,6 km.

## Parcours
Le départ du 106e Giro est donné à la Costa dei Trabocchi (Tudor ITT) de Fossacesia Marina au bord de la Mer Adriatique. Le parcours plat pendant les 16,8 premiers kilomètres longe la mer en s'orientant vers le nord-ouest jusqu'à la station de Porto di Ortona. La route s'élève alors quelque peu dans les derniers 2 800 m (dénivelé de 60 m) pour atteindre la ville d'arrivée d'Ortona où se situe aussi le sommet d'un col de 4e catégorie dont le pied se trouve à Porto di Ortona. Les temps intermédiaires sont pris à Marina di San Vito, à mi-parcours après une distance de 9,8 km et à Porto di Ortona après 16,8 km.

## Déroulement de la course
Le premier coureur (Laurens Huys) s'élance à 13:50 et le dernier (Stefano Oldani) à 16:48 (heure locale). Les quatre principaux favoris pour la victoire de cette première étape se suivent lors du départ : Remco Evenepoel à 16:34:00, Primož Roglič à 16:35:00, Stefan Küng à 16:36:00 et Filippo Ganna à 16:37:00.
Déjà en tête lors des deux temps intermédiaires, Remco Evenepoel domine ce chrono devant Filippo Ganna et distance son principal rival au classement général Primož Roglič de 43 secondes. Le Belge champion du monde s'empare donc du premier maillot rose du Giro 2023. C'est Tao Geoghegan Hart qui réalise la meilleure montée vers l'arrivée et revêt le maillot bleu du Grand Prix de la Montagne.

## Résultats

### Classement de l'étape
| \| Classement de l'étape \| Classement de l'étape \| Classement de l'étape \| Classement de l'étape \| Classement de l'étape \| \| Coureur \| Coureur \| Pays \| Équipe \| Temps \| \| --------------------- \| --------------------- \| --------------------- \| --------------------- \| --------------------- \| \| 1er \| Remco Evenepoel \| Belgique \| Soudal Quick-Step \| 21 min 18 s \| \| 2e \| Filippo Ganna \| Italie \| Ineos Grenadiers \| + 22 s \| \| 3e \| João Almeida \| Portugal \| UAE Team Emirates \| + 29 s \| \| 4e \| Tao Geoghegan Hart \| Royaume-Uni \| Ineos Grenadiers \| + 40 s \| \| 5e \| Stefan Küng \| Suisse \| Groupama-FDJ \| + 43 s \| \| 6e \| Primož Roglič \| Slovénie \| Jumbo-Visma \| + 43 s \| \| 7e \| Jay Vine \| Australie \| UAE Team Emirates \| + 46 s \| \| 8e \| Brandon McNulty \| États-Unis \| UAE Team Emirates \| + 48 s \| \| 9e \| Geraint Thomas \| Royaume-Uni \| Ineos Grenadiers \| + 55 s \| \| 10e \| Aleksandr Vlasov \| Bannière neutre \| Bora-Hansgrohe \| + 55 s \| |                    |                 |                   |             |
| |                    |                 |                   |             |
| Source : ProCyclingStats |                    |                 |                   |             |
| Classement de l'étape |                    |                 |                   |             |
| Coureur | Coureur            | Pays            | Équipe            | Temps       |
| 1er | Remco Evenepoel    | Belgique        | Soudal Quick-Step | 21 min 18 s |
| 2e | Filippo Ganna      | Italie          | Ineos Grenadiers  | + 22 s      |
| 3e | João Almeida       | Portugal        | UAE Team Emirates | + 29 s      |
| 4e | Tao Geoghegan Hart | Royaume-Uni     | Ineos Grenadiers  | + 40 s      |
| 5e | Stefan Küng        | Suisse          | Groupama-FDJ      | + 43 s      |
| 6e | Primož Roglič      | Slovénie        | Jumbo-Visma       | + 43 s      |
| 7e | Jay Vine           | Australie       | UAE Team Emirates | + 46 s      |
| 8e | Brandon McNulty    | États-Unis      | UAE Team Emirates | + 48 s      |
| 9e | Geraint Thomas     | Royaume-Uni     | Ineos Grenadiers  | + 55 s      |
| 10e | Aleksandr Vlasov   | Bannière neutre | Bora-Hansgrohe    | + 55 s      |

### Classements aux points intermédiaires
| Classement intermédiaire no 1 MARINA DI SAN VITO (km 9.8) | Classement intermédiaire no 1 MARINA DI SAN VITO (km 9.8) | Classement intermédiaire no 1 MARINA DI SAN VITO (km 9.8) | Classement intermédiaire no 1 MARINA DI SAN VITO (km 9.8) | Classement intermédiaire no 1 MARINA DI SAN VITO (km 9.8) |
|                                                           | Coureur                                                   | Pays                                                      | Équipe                                                    | Temps                                                     |
| --------------------------------------------------------- | --------------------------------------------------------- | --------------------------------------------------------- | --------------------------------------------------------- | --------------------------------------------------------- |
| 1er                                                       | Remco Evenepoel                                           | Belgique                                                  | Soudal Quick-Step                                         | en 10 min 5 s                                             |
| 2e                                                        | Filippo Ganna                                             | Italie                                                    | Ineos Grenadiers                                          | + 12 s                                                    |
| 3e                                                        | Geraint Thomas                                            | Grande-Bretagne                                           | Ineos Grenadiers                                          | + 20 s                                                    |
| 4e                                                        | Jay Vine                                                  | Australie                                                 | UAE Emirates                                              | + 21 s                                                    |
| 5e                                                        | João Almeida                                              | Portugal                                                  | UAE Emirates                                              | + 21 s                                                    |
| 6e                                                        | Aleksandr Vlasov                                          | Russie                                                    | Bora-Hansgrohe                                            | + 21 s                                                    |
| 7e                                                        | Stefan Küng                                               | Suisse                                                    | Groupama-FDJ                                              | + 22 s                                                    |
| 8e                                                        | Bruno Armirail                                            | France                                                    | Groupama-FDJ                                              | + 25 s                                                    |
| 9e                                                        | Mattia Cattaneo                                           | Italie                                                    | Soudal Quick-Step                                         | + 25 s                                                    |
| 10e                                                       | Primož Roglič                                             | Slovénie                                                  | Jumbo-Visma                                               | + 26 s                                                    |
| modifier                                                  |                                                           |                                                           |                                                           |                                                           |

| Classement intermédiaire no 2 PORTO DI ORTONA (km 16.8) | Classement intermédiaire no 2 PORTO DI ORTONA (km 16.8) | Classement intermédiaire no 2 PORTO DI ORTONA (km 16.8) | Classement intermédiaire no 2 PORTO DI ORTONA (km 16.8) | Classement intermédiaire no 2 PORTO DI ORTONA (km 16.8) |
|                                                         | Coureur                                                 | Pays                                                    | Équipe                                                  | Temps                                                   |
| ------------------------------------------------------- | ------------------------------------------------------- | ------------------------------------------------------- | ------------------------------------------------------- | ------------------------------------------------------- |
| 1er                                                     | Remco Evenepoel                                         | Belgique                                                | Soudal Quick-Step                                       | en 17 min 10 s                                          |
| 2e                                                      | Filippo Ganna                                           | Italie                                                  | Ineos Grenadiers                                        | + 15 s                                                  |
| 3e                                                      | João Almeida                                            | Portugal                                                | UAE Emirates                                            | + 33 s                                                  |
| 4e                                                      | Geraint Thomas                                          | Grande-Bretagne                                         | Ineos Grenadiers                                        | + 36 s                                                  |
| 5e                                                      | Jay Vine                                                | Australie                                               | UAE Emirates                                            | + 37 s                                                  |
| 6e                                                      | Stefan Küng                                             | Suisse                                                  | Groupama-FDJ                                            | + 37 s                                                  |
| 7e                                                      | Aleksandr Vlasov                                        | Russie                                                  | Bora-Hansgrohe                                          | + 40 s                                                  |
| 8e                                                      | Bruno Armirail                                          | France                                                  | Groupama-FDJ                                            | + 42 s                                                  |
| 9e                                                      | Primož Roglič                                           | Slovénie                                                | Jumbo-Visma                                             | + 42 s                                                  |
| 10e                                                     | Tao Geoghegan Hart                                      | Grande-Bretagne                                         | Ineos Grenadiers                                        | + 44 s                                                  |
| modifier                                                |                                                         |                                                         |                                                         |                                                         |

### Points attribués pour le classement par points
| \| Arrivée d'étape Ortona (km 19.6) \| Arrivée d'étape Ortona (km 19.6) \| Arrivée d'étape Ortona (km 19.6) \| Arrivée d'étape Ortona (km 19.6) \| Arrivée d'étape Ortona (km 19.6) \| \| -------------------------------- \| -------------------------------- \| -------------------------------- \| -------------------------------- \| -------------------------------- \| \| \| Coureur \| Pays \| Équipe \| Point(s) \| \| 1er \| Remco Evenepoel \| Belgique \| Soudal Quick-Step \| 15 \| \| 2e \| Filippo Ganna \| Italie \| Ineos Grenadiers \| 12 \| \| 3e \| João Almeida \| Portugal \| UAE Emirates \| 9 \| \| 4e \| Tao Geoghegan Hart \| Grande-Bretagne \| Ineos Grenadiers \| 7 \| \| 5e \| Stefan Küng \| Suisse \| Groupama-FDJ \| 6 \| \| 6e \| Primož Roglič \| Slovénie \| Jumbo-Visma \| 5 \| \| 7e \| Jay Vine \| Australie \| UAE Emirates \| 4 \| \| 8e \| Brandon McNulty \| États-Unis \| UAE Emirates \| 3 \| \| 9e \| Geraint Thomas \| Grande-Bretagne \| Ineos Grenadiers \| 2 \| \| 10e \| Aleksandr Vlasov \| Russie \| Bora-Hansgrohe \| 1 \| \| modifier \| \| \| \| \| |                    |                 |                   |          |
| Arrivée d'étape Ortona (km 19.6) |                    |                 |                   |          |
| | Coureur            | Pays            | Équipe            | Point(s) |
| 1er | Remco Evenepoel    | Belgique        | Soudal Quick-Step | 15       |
| 2e | Filippo Ganna      | Italie          | Ineos Grenadiers  | 12       |
| 3e | João Almeida       | Portugal        | UAE Emirates      | 9        |
| 4e | Tao Geoghegan Hart | Grande-Bretagne | Ineos Grenadiers  | 7        |
| 5e | Stefan Küng        | Suisse          | Groupama-FDJ      | 6        |
| 6e | Primož Roglič      | Slovénie        | Jumbo-Visma       | 5        |
| 7e | Jay Vine           | Australie       | UAE Emirates      | 4        |
| 8e | Brandon McNulty    | États-Unis      | UAE Emirates      | 3        |
| 9e | Geraint Thomas     | Grande-Bretagne | Ineos Grenadiers  | 2        |
| 10e | Aleksandr Vlasov   | Russie          | Bora-Hansgrohe    | 1        |
| modifier |                    |                 |                   |          |

### Points attribués pour le classement du meilleur grimpeur
| \| Ortona (km 19,6) 4e catégorie (2,8 km à 2,4%) \| Ortona (km 19,6) 4e catégorie (2,8 km à 2,4%) \| Ortona (km 19,6) 4e catégorie (2,8 km à 2,4%) \| Ortona (km 19,6) 4e catégorie (2,8 km à 2,4%) \| Ortona (km 19,6) 4e catégorie (2,8 km à 2,4%) \| \| --------------------------------------------- \| --------------------------------------------- \| --------------------------------------------- \| --------------------------------------------- \| --------------------------------------------- \| \| \| Coureur \| Pays \| Équipe \| Point(s) \| \| 1er \| Tao Geoghegan Hart \| Grande-Bretagne \| Ineos Grenadiers \| 3 \| \| 2e \| João Almeida \| Portugal \| UAE Emirates \| 2 \| \| 3e \| Marius Mayrhofer \| Allemagne \| Team DSM \| 1 \| \| modifier \| \| \| \| \| |                    |                 |                  |          |
| Ortona (km 19,6) 4e catégorie (2,8 km à 2,4%) |                    |                 |                  |          |
| | Coureur            | Pays            | Équipe           | Point(s) |
| 1er | Tao Geoghegan Hart | Grande-Bretagne | Ineos Grenadiers | 3        |
| 2e | João Almeida       | Portugal        | UAE Emirates     | 2        |
| 3e | Marius Mayrhofer   | Allemagne       | Team DSM         | 1        |
| modifier |                    |                 |                  |          |

## Classements à l'issue de l'étape

### Classement général
| \| Classement général \| Classement général \| Classement général \| Classement général \| Classement général \| \| Coureur \| Coureur \| Pays \| Équipe \| Temps \| \| ------------------ \| ------------------ \| ------------------ \| ------------------ \| ------------------ \| \| 1er \| Remco Evenepoel \| Belgique \| Soudal Quick-Step \| 21 min 18 s \| \| 2e \| Filippo Ganna \| Italie \| Ineos Grenadiers \| + 22 s \| \| 3e \| João Almeida \| Portugal \| UAE Team Emirates \| + 29 s \| \| 4e \| Tao Geoghegan Hart \| Royaume-Uni \| Ineos Grenadiers \| + 40 s \| \| 5e \| Stefan Küng \| Suisse \| Groupama-FDJ \| + 43 s \| \| 6e \| Primož Roglič \| Slovénie \| Jumbo-Visma \| + 43 s \| \| 7e \| Jay Vine \| Australie \| UAE Team Emirates \| + 46 s \| \| 8e \| Brandon McNulty \| États-Unis \| UAE Team Emirates \| + 48 s \| \| 9e \| Geraint Thomas \| Royaume-Uni \| Ineos Grenadiers \| + 55 s \| \| 10e \| Aleksandr Vlasov \| Bannière neutre \| Bora-Hansgrohe \| + 55 s \| |                    |                 |                   |             |
| |                    |                 |                   |             |
| Source : ProCyclingStats |                    |                 |                   |             |
| Classement général |                    |                 |                   |             |
| Coureur | Coureur            | Pays            | Équipe            | Temps       |
| 1er | Remco Evenepoel    | Belgique        | Soudal Quick-Step | 21 min 18 s |
| 2e | Filippo Ganna      | Italie          | Ineos Grenadiers  | + 22 s      |
| 3e | João Almeida       | Portugal        | UAE Team Emirates | + 29 s      |
| 4e | Tao Geoghegan Hart | Royaume-Uni     | Ineos Grenadiers  | + 40 s      |
| 5e | Stefan Küng        | Suisse          | Groupama-FDJ      | + 43 s      |
| 6e | Primož Roglič      | Slovénie        | Jumbo-Visma       | + 43 s      |
| 7e | Jay Vine           | Australie       | UAE Team Emirates | + 46 s      |
| 8e | Brandon McNulty    | États-Unis      | UAE Team Emirates | + 48 s      |
| 9e | Geraint Thomas     | Royaume-Uni     | Ineos Grenadiers  | + 55 s      |
| 10e | Aleksandr Vlasov   | Bannière neutre | Bora-Hansgrohe    | + 55 s      |

### Classement par points
| Classement par points | Classement par points | Classement par points | Classement par points | Classement par points |
| Coureur               | Coureur               | Pays                  | Équipe                | Points                |
| --------------------- | --------------------- | --------------------- | --------------------- | --------------------- |
| 1er                   | Remco Evenepoel       | Belgique              | Soudal Quick-Step     | 15 pts                |
| 2e                    | Filippo Ganna         | Italie                | Ineos Grenadiers      | 12 pts                |
| 3e                    | João Almeida          | Portugal              | UAE Team Emirates     | 9 pts                 |
| 4e                    | Tao Geoghegan Hart    | Royaume-Uni           | Ineos Grenadiers      | 7 pts                 |
| 5e                    | Stefan Küng           | Suisse                | Groupama-FDJ          | 6 pts                 |
| 6e                    | Primož Roglič         | Slovénie              | Jumbo-Visma           | 5 pts                 |
| 7e                    | Jay Vine              | Australie             | UAE Team Emirates     | 4 pts                 |
| 8e                    | Brandon McNulty       | États-Unis            | UAE Team Emirates     | 3 pts                 |
| 9e                    | Geraint Thomas        | Royaume-Uni           | Ineos Grenadiers      | 2 pts                 |
| 10e                   | Aleksandr Vlasov      | Bannière neutre       | Bora-Hansgrohe        | 1 pt                  |

### Points attribués pour le classement par points
| \| Arrivée d'étape Ortona (km 19,6) \| Arrivée d'étape Ortona (km 19,6) \| Arrivée d'étape Ortona (km 19,6) \| Arrivée d'étape Ortona (km 19,6) \| Arrivée d'étape Ortona (km 19,6) \| \| -------------------------------- \| -------------------------------- \| -------------------------------- \| -------------------------------- \| -------------------------------- \| \| \| Coureur \| Pays \| Équipe \| Point(s) \| \| 1er \| Remco Evenepoel \| Belgique \| Soudal Quick-Step \| 15 \| \| 2e \| Filippo Ganna \| Italie \| Ineos Grenadiers \| 12 \| \| 3e \| João Almeida \| Portugal \| UAE Emirates \| 9 \| \| 4e \| Tao Geoghegan Hart \| Grande-Bretagne \| Ineos Grenadiers \| 7 \| \| 5e \| Stefan Küng \| Suisse \| Groupama-FDJ \| 6 \| \| 6e \| Primož Roglič \| Slovénie \| Jumbo-Visma \| 5 \| \| 7e \| Jay Vine \| Australie \| UAE Emirates \| 4 \| \| 8e \| Brandon McNulty \| États-Unis \| UAE Emirates \| 3 \| \| 9e \| Geraint Thomas \| Grande-Bretagne \| Ineos Grenadiers \| 2 \| \| 10e \| Aleksandr Vlasov \| Russie \| Bora-Hansgrohe \| 1 \| \| modifier \| \| \| \| \| |                    |                 |                   |          |
| Arrivée d'étape Ortona (km 19,6) |                    |                 |                   |          |
| | Coureur            | Pays            | Équipe            | Point(s) |
| 1er | Remco Evenepoel    | Belgique        | Soudal Quick-Step | 15       |
| 2e | Filippo Ganna      | Italie          | Ineos Grenadiers  | 12       |
| 3e | João Almeida       | Portugal        | UAE Emirates      | 9        |
| 4e | Tao Geoghegan Hart | Grande-Bretagne | Ineos Grenadiers  | 7        |
| 5e | Stefan Küng        | Suisse          | Groupama-FDJ      | 6        |
| 6e | Primož Roglič      | Slovénie        | Jumbo-Visma       | 5        |
| 7e | Jay Vine           | Australie       | UAE Emirates      | 4        |
| 8e | Brandon McNulty    | États-Unis      | UAE Emirates      | 3        |
| 9e | Geraint Thomas     | Grande-Bretagne | Ineos Grenadiers  | 2        |
| 10e | Aleksandr Vlasov   | Russie          | Bora-Hansgrohe    | 1        |
| modifier |                    |                 |                   |          |

### Classement de la montagne
| Classement de la montagne | Classement de la montagne | Classement de la montagne | Classement de la montagne | Classement de la montagne |
| Coureur                   | Coureur                   | Pays                      | Équipe                    | Points                    |
| ------------------------- | ------------------------- | ------------------------- | ------------------------- | ------------------------- |
| 1er                       | Tao Geoghegan Hart        | Royaume-Uni               | Ineos Grenadiers          | 3 pts                     |
| 2e                        | João Almeida              | Portugal                  | UAE Team Emirates         | 2 pts                     |
| 3e                        | Marius Mayrhofer          | Allemagne                 | Team DSM                  | 1 pt                      |

### Classement du meilleur jeune
| Classement du meilleur jeune | Classement du meilleur jeune | Classement du meilleur jeune | Classement du meilleur jeune | Classement du meilleur jeune |
| Coureur                      | Coureur                      | Pays                         | Équipe                       | Temps                        |
| ---------------------------- | ---------------------------- | ---------------------------- | ---------------------------- | ---------------------------- |
| 1er                          | Remco Evenepoel              | Belgique                     | Soudal Quick-Step            | 21 min 18 s                  |
| 2e                           | João Almeida                 | Portugal                     | UAE Team Emirates            | + 29 s                       |
| 3e                           | Brandon McNulty              | États-Unis                   | UAE Team Emirates            | + 48 s                       |
| 4e                           | Ilan Van Wilder              | Belgique                     | Soudal Quick-Step            | + 1 min 12 s                 |
| 5e                           | Daan Hoole                   | Pays-Bas                     | Trek-Segafredo               | + 1 min 17 s                 |
| 6e                           | Andreas Leknessund           | Norvège                      | Team DSM                     | + 1 min 18 s                 |
| 7e                           | Jonathan Milan               | Italie                       | Bahrain Victorious           | + 1 min 27 s                 |
| 8e                           | Thymen Arensman              | Pays-Bas                     | Ineos Grenadiers             | + 1 min 31 s                 |
| 9e                           | Marco Frigo                  | Italie                       | Israel-Premier Tech          | + 1 min 41 s                 |
| 10e                          | Michel Hessmann              | Allemagne                    | Jumbo-Visma                  | + 1 min 44 s                 |

### Classement par équipes
| Classement par équipes | Classement par équipes | Classement par équipes | Classement par équipes |
| Équipe                 | Équipe                 | Pays                   | Temps                  |
| ---------------------- | ---------------------- | ---------------------- | ---------------------- |
| 1re                    | Ineos Grenadiers       | Royaume-Uni            | 1 h 05 min 51 s        |
| 2e                     | UAE Team Emirates      | Émirats arabes unis    | + 6 s                  |
| 3e                     | Soudal Quick-Step      | Belgique               | + 38 s                 |
| 4e                     | Groupama-FDJ           | France                 | + 1 min 26 s           |
| 5e                     | Bora-Hansgrohe         | Allemagne              | + 1 min 44 s           |
| 6e                     | Team Jayco AlUla       | Australie              | + 1 min 46 s           |
| 7e                     | Trek-Segafredo         | États-Unis             | + 1 min 49 s           |
| 8e                     | Jumbo-Visma            | Pays-Bas               | + 1 min 56 s           |
| 9e                     | EF Education-EasyPost  | États-Unis             | + 2 min 24 s           |
| 10e                    | Bahrain Victorious     | Bahreïn                | + 2 min 34 s           |

## Abandons
Aucun.